# 남북 10대들의 통일 프로젝트 딱 좋은 친구들
《남북 10대들의 통일 프로젝트 딱 좋은 친구들》은 EBS 1TV에서 토요일 아침 6시 30분에 방송하는 교양 프로그램이다.